# Delahaye 10–12 CV

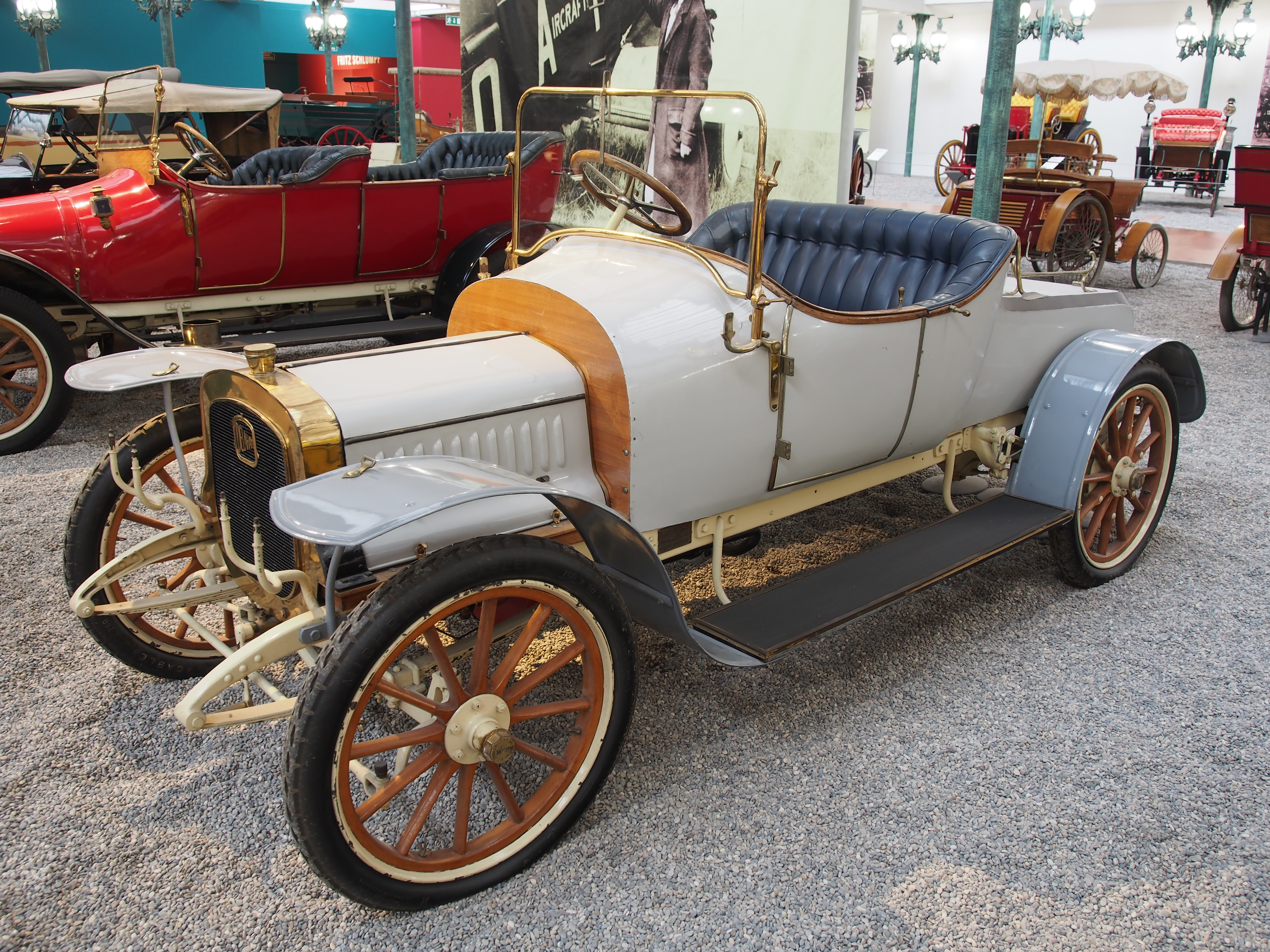
Delahaye Type 28

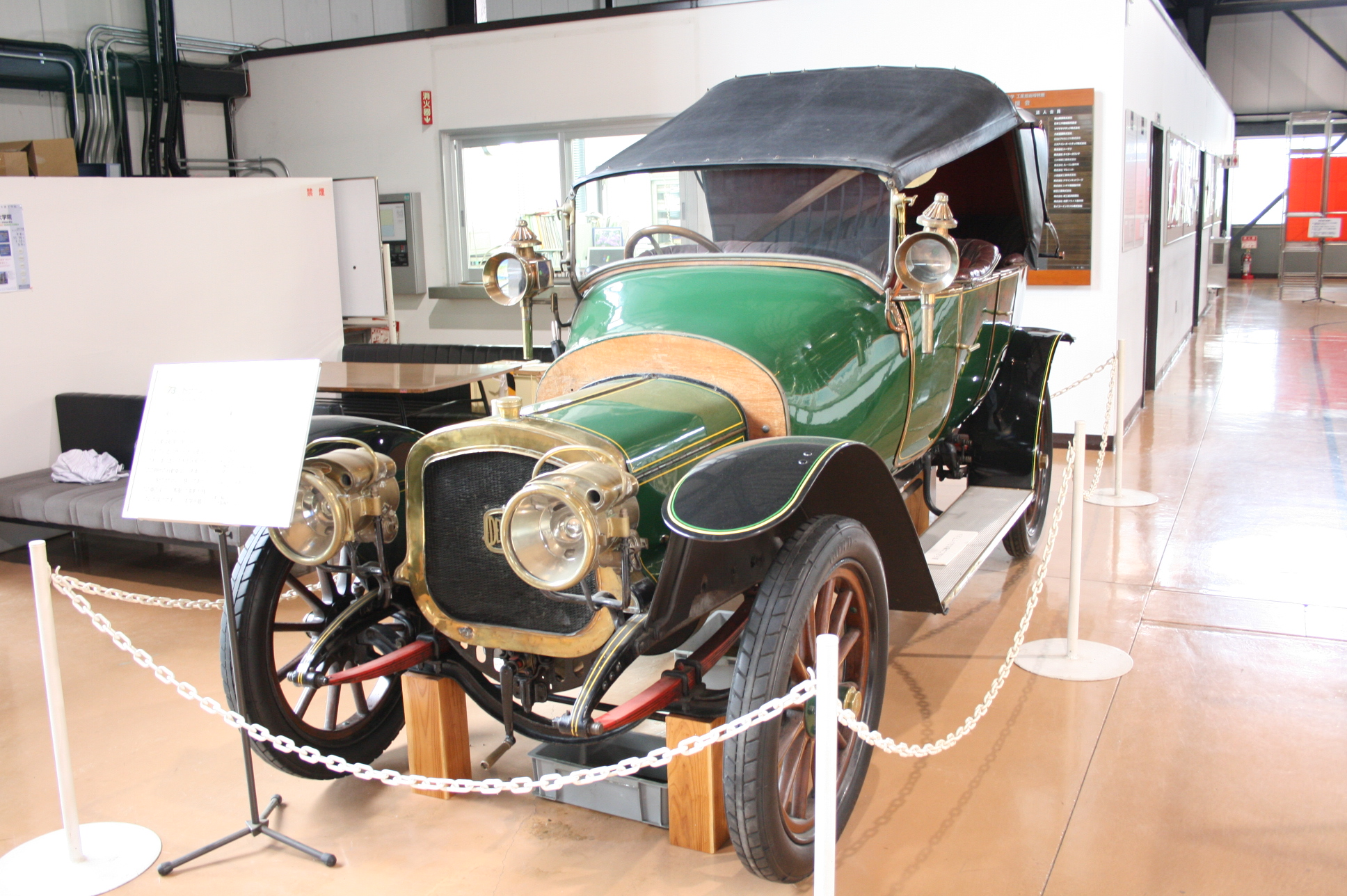
Delahaye Type 32

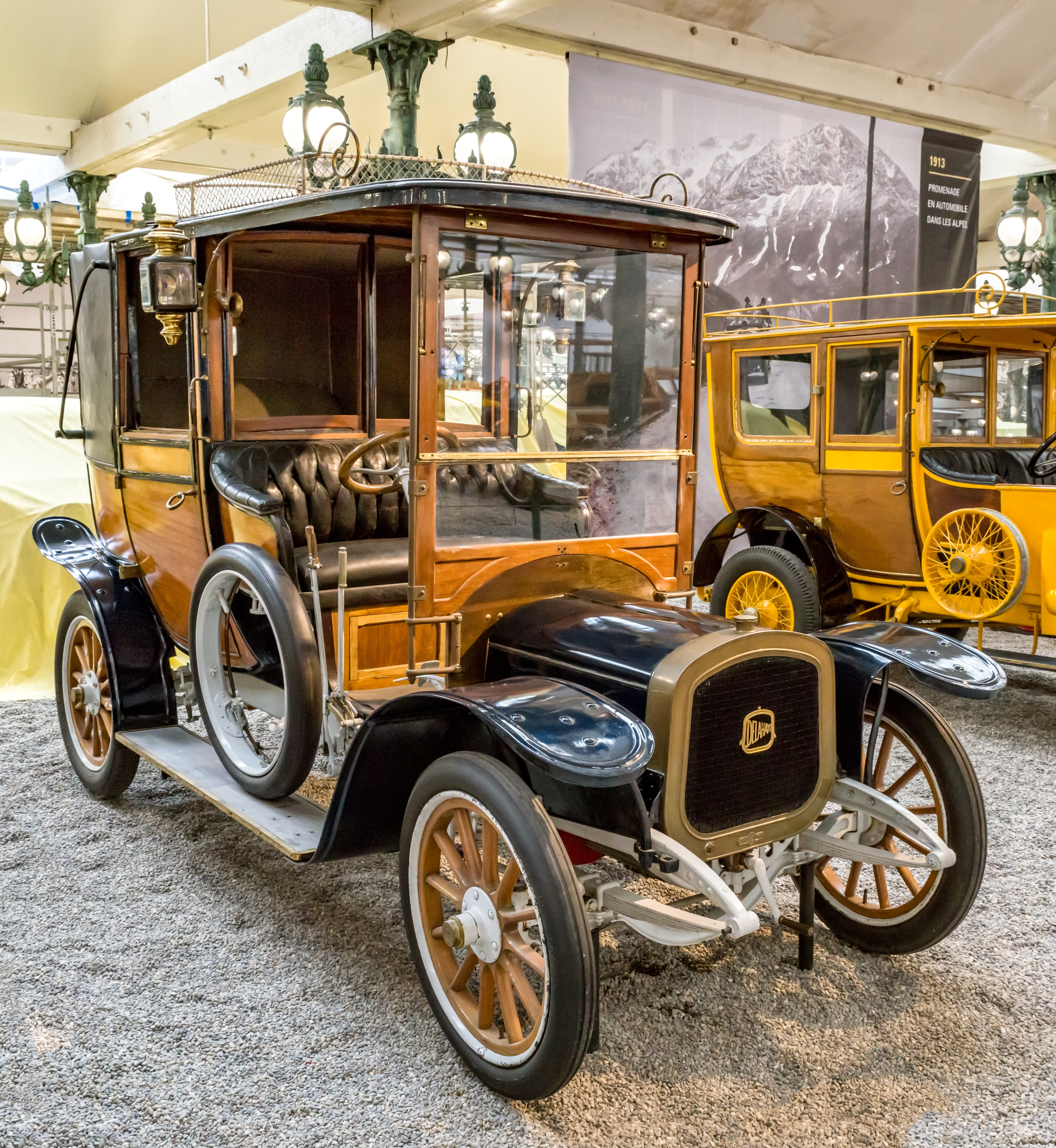
Delahaye Type 47

Der Delahaye 10–12 CV war eine Pkw-Modellreihe des französischen Automobilherstellers Delahaye. Dabei stand das CV für die Steuer-PS. Zu dieser Modellreihe gehörten: 
- Delahaye Type 6 (1901–1903)
- Delahaye Type 28 (1905–1910)
- Delahaye Type 32 (1907–1914)
- Delahaye Type 47 (1912–1914)